# Indoaleyrodes
Indoaleyrodes es un género de insectos hemípteros de la familia Aleyrodidae, subfamilia Aleyrodinae. El género fue descrito primero por David & Subramaniam en 1976.

## Especies
La siguiente es la lista de especies pertenecientes a este género.
- Indoaleyrodes glochidioni Martin & Carver in Martin, 1999
- Indoaleyrodes laos (Takahashi, 1942)
- Indoaleyrodes pseudoculatus Martin, 1985
- Indoaleyrodes reticulata (Dumbleton, 1961)